# Liste der Naturdenkmale in Zell im Wiesental
| Naturdenkmale | Anzahl |
| ------------- | ------ |
| FND           | 4      |
| END           | 3      |
| Gesamt        | 7      |

Die Liste der Naturdenkmale in Zell im Wiesental nennt die verordneten Naturdenkmale (ND) der im baden-württembergischen Landkreis Lörrach liegenden Stadt Zell im Wiesental. In Zell im Wiesental gibt es insgesamt sieben als Naturdenkmal geschützte Objekte, davon vier flächenhafte Naturdenkmale (FND) und drei Einzelgebilde-Naturdenkmale (END).
Stand: 1. November 2016.

## Flächenhafte Naturdenkmale (FND)
| Name                                 | Bild | Kennung     | Einzelheiten      | Position | Fläche Hektar | Datum         |
| ------------------------------------ | ---- | ----------- | ----------------- | -------- | ------------- | ------------- |
| Bergkuppe (Rümmelesbühl)             |      | 83361030004 | Zell im Wiesental | ⊙        | 0,0           | 13. Juli 1987 |
| Wasserfall (Atzenbacher Wasserfälle) | BW   | 83361030005 | Zell im Wiesental | ⊙        | 0,0           | 13. Juli 1987 |
| Wasserfall (Fischbachfälle)          | BW   | 83361030007 | Zell im Wiesental | ⊙        | 0,0           | 13. Juli 1987 |
| Wasserfall (Höllwasserfälle)         | BW   | 83361030006 | Zell im Wiesental | ⊙        | 0,1           | 13. Juli 1987 |
| Legende für Naturdenkmal             |      |             |                   |          |               |               |

## Einzelgebilde (END)
| Name                                               | Bild | Kennung     | Einzelheiten      | Position | Fläche Hektar | Datum         |
| -------------------------------------------------- | ---- | ----------- | ----------------- | -------- | ------------- | ------------- |
| 1 Buche (Weidbuche) Erlenboden Gresgen             | BW   | 83361030003 | Zell im Wiesental | ⊙        | 0,0           | 13. Juli 1987 |
| 1 Fichte (Einsame Tanne) Möhren                    | BW   | 83361030002 | Zell im Wiesental | ⊙        | 0,0           | 13. Juli 1987 |
| 1 Linde (Solitäre Weid-Linde) Moosrain Pfaffenberg | BW   | 83361030001 | Zell im Wiesental | ⊙        | 0,0           | 13. Juli 1987 |
| Legende für Naturdenkmal                           |      |             |                   |          |               |               |